# Аксел Роос
Аксел Роос (на немски: Axel Roos, роден на 19 август 1964 в Родалбен) е бивш футболист на Кайзерслаутерн.
Роос израства в Талайшвайлер-Фрьошен изиграва 328 мача в Първа Бундеслига и 25 във Втора Бундеслига за германския футболен отбор Кайзерслаутерн в периода 1985 - 2001 г. С общо 19-те си гола той помага на отбора си да спечели две шампионски титли на Германия (1991 и 1998 г.) и две Купи на Германия (1990 и 1996 г.). Заедно с Роджер Лутц Роос е футболистът, който печели най-много титли с „червените дяволи“. Освен това той играе при изпадането на отбора във втора дивизия през 1996 г. и при директната шампионска титла през 1998 г.
Преди да подпише професионален договор с Кайзерслаутерн Аксел Роос играе в юношеския състав на клуба цели 6 години. Общо с 22 години, прекарани на Фриц-Валтер-Щадион, защитникът е най-верният футболист на лаутерите от основаването на Първа Бундеслига през 1963 г. След като прекратява футболната си дейност, Роос е технически директор на аматьорския ФК Пирмазенс, а до края на 2007 г. е помощник-треньор на албанския национален отбор по футбол под ръководството на Ото Барич. Аксел Роос е собствени и треньор в младежката футболна школа, кръстена на негово име.
Роос живее със семейството си в Отерберг, близо до Кайзерслаутерн.